# Primer ministro de la India
El primer ministro de la India es el líder del poder ejecutivo del Gobierno de la India. Es, además, el jefe del Consejo de ministros de la República de la India, escogido por el presidente de la India para asistirlo en la administración de los asuntos del ejecutivo indio. Puede ser un miembro de cualquiera de las dos cámaras del parlamento de la India—la Lok Sabha (Casa del Pueblo) y la Rajya Sabha (Consejo de los Estados)—pero debe ser un miembro del partido político o coalición que cuenta con una mayoría en la Lok Sabha. 
El primer ministro es responsable del cumplimiento de funciones y poderes conferidos al presidente según los términos de la Constitución de la India. Es, también, reconocido como líder del partido mayoritario en las dos cámaras del parlamento de la India.

## Marco constitucional y posición del primer ministro
La constitución considera un proyecto de cometidos donde el presidente es técnicamente el jefe del ejecutivo según el artículo 53 y la función del primer ministro consistiría en encabezar el consejo de ministros para ayudar y aconsejar al presidente en el cumplimiento del poder ejecutivo.
La India se rige por el sistema parlamentario de Westminster, y el primer ministro es normalmente el líder del partido (o de la coalición de partidos) que tiene mayoría en la cámara baja de Lok Sabha (parlamento indio). El primer ministro ha de ser un miembro de una de las cámaras del parlamento o alguien elegido en un plazo de seis meses.

## Papel del primer ministro
Lidera el funcionamiento y la actuación de la autoridad gubernamental india. Es invitado por el presidente como líder de la mayoría para formar gobierno y preparar sus jurisdicciones. El primer ministro además propone al presidente los miembros de su gabinete y trabaja junto con su gabinete participando en las funciones más importantes del gobierno de la India.
Como jefe del gobierno, el primer ministro es responsable del reparto de tareas gubernamentales de los distintos ministerios y oficios según las Reglas del gobierno de la India (Asignación de ocupaciones) de 1961 a cargo del primer ministro que regulan las tareas de varios ministerios, normalmente designadas en la Secretaría Ministerial que intervendría como agencia nodal para el funcionamiento de los distintos ministerios. Y aunque normalmente conjunto de tareas gobernativas se tenga que dividir en varios ministerios, el primer ministro debe mantener ciertas carteras consigo.
El primer ministro, consultando con el gabinete, programa y asiste a las sesiones del congreso y contesta a las preguntas que le plantean los miembros del parlamento como encargado de las carteras que asume o en sus funciones como primer ministro de la India. Además, el primer ministro es también el presidente ex officio de la Comisión de planificación de la India y además se encarga de nombrar al presidente suplente de la comisión, que es responsable del funcionamiento de la misma e informa al primer ministro.
El primer ministro representa al país en varias delegaciones, encuentros de alto nivel y organizaciones internaciones que requieren la asistencia de los cargos gubernamentales más altos y también se dirige a la nación en cuestiones sobre la nación u otros asuntos. Tiene asimismo a sus disposición, la jurisdicción exclusiva dos fondos nacionales (i) el fondo de ayuda nacional del primer ministro, y (ii) el fondo de defensa nacional del primer ministro Fund, que debe usar con criterio para lograr los objetivos por los que se crearon estos fondos.

## Listado de primeros ministros Indios
Listado de primeros ministros Indios
| #                             | Nombre | Nombre                                  | Nombre                       | Inicio               | Final               | Partido | Elecciones | Gobernador General | Gobernador General            | Gobernador General            | Emperador            |
| ----------------------------- | ------ | --------------------------------------- | ---------------------------- | -------------------- | ------------------- | ------- | ---------- | ------------------ | ----------------------------- | ----------------------------- | -------------------- |
| Unión de la India (1947-1950) |        |                                         |                              |                      |                     |         |            |                    |                               |                               |                      |
| 1.º                           |        |                                         | Jawaharlal Nehru (1889-1964) | 15 de agosto de 1947 | 26 de enero de 1950 | CNI     | -          |                    | Louis Mountbatten (1947-1948) | Louis Mountbatten (1947-1948) | Jorge VI (1936-1952) |
| 1.º                           |        | Chakravarti Rajagopalachari (1948-1950) | Jawaharlal Nehru (1889-1964) | 15 de agosto de 1947 | 26 de enero de 1950 | CNI     | -          |                    |                               |                               | Jorge VI (1936-1952) |

| #                                  | Nombre | Nombre                               | Nombre                              | Inicio                  | Final                   | Partido    | Elecciones                       | Presidente                          | Presidente                          | Presidente                  |
| ---------------------------------- | ------ | ------------------------------------ | ----------------------------------- | ----------------------- | ----------------------- | ---------- | -------------------------------- | ----------------------------------- | ----------------------------------- | --------------------------- |
| República de la India (desde 1950) |        |                                      |                                     |                         |                         |            |                                  |                                     |                                     |                             |
| 1.º                                |        |                                      | Jawaharlal Nehru (1889-1964)        | 26 de enero de 1950     | 27 de mayo de 1964      | CNI        | 1951-1952                        |                                     | Rajendra Prasad (1950-1962)         | Rajendra Prasad (1950-1962) |
| 1.º                                | 1957   |                                      | Jawaharlal Nehru (1889-1964)        | 26 de enero de 1950     | 27 de mayo de 1964      | CNI        |                                  |                                     | Rajendra Prasad (1950-1962)         | Rajendra Prasad (1950-1962) |
| 1.º                                | 1962   |                                      | Jawaharlal Nehru (1889-1964)        | 26 de enero de 1950     | 27 de mayo de 1964      | CNI        |                                  |                                     | Rajendra Prasad (1950-1962)         | Rajendra Prasad (1950-1962) |
| 1.º                                |        | Sarvepalli Radhakrishnan (1962-1967) | Jawaharlal Nehru (1889-1964)        | 26 de enero de 1950     | 27 de mayo de 1964      | CNI        |                                  |                                     |                                     |                             |
| -                                  |        |                                      | Gulzarilal Nanda (1898-1998)        | 27 de mayo de 1964      | 9 de junio de 1964      | CNI        |                                  |                                     |                                     |                             |
| 2.º                                |        |                                      | Lal Bahadur Shastri (1904-1966)     | 9 de junio de 1964      | 11 de enero de 1966     | CNI        |                                  |                                     |                                     |                             |
| -                                  |        |                                      | Gulzarilal Nanda (1898-1998)        | 11 de enero de 1966     | 19 de enero de 1966     | CNI        |                                  |                                     |                                     |                             |
| 3.º                                |        |                                      | Indira Gandhi (1917-1984)           | 19 de enero de 1966     | 24 de marzo de 1977     | CNI        |                                  |                                     |                                     |                             |
| 3.º                                |        | 1967                                 | Indira Gandhi (1917-1984)           | 19 de enero de 1966     | 24 de marzo de 1977     | CNI        |                                  | Zakir Husain (1967-1969)            | Zakir Husain (1967-1969)            |                             |
| 3.º                                |        | CNI (R)                              | Indira Gandhi (1917-1984)           | 19 de enero de 1966     | 24 de marzo de 1977     | 1971       |                                  | Varahagiri Venkata Giri (1969-1974) | Varahagiri Venkata Giri (1969-1974) |                             |
| 3.º                                |        | CNI (R)                              | Indira Gandhi (1917-1984)           | 19 de enero de 1966     | 24 de marzo de 1977     | 1971       | Fakhruddin Ali Ahmed (1974-1977) |                                     |                                     |                             |
| 4.º                                |        |                                      | Morarji Desai (1896-1995)           | 24 de marzo de 1977     | 28 de julio de 1979     | JP         | 1977                             |                                     |                                     |                             |
| 4.º                                |        | Basappa Danappa Jatti (1977)         | Morarji Desai (1896-1995)           | 24 de marzo de 1977     | 28 de julio de 1979     | JP         | 1977                             |                                     |                                     |                             |
| 4.º                                |        | Neelam Sanjiva Reddy (1977-1982)     | Morarji Desai (1896-1995)           | 24 de marzo de 1977     | 28 de julio de 1979     | JP         | 1977                             |                                     |                                     |                             |
| 5.º                                |        |                                      | Charan Singh (1902-1987)            | 28 de julio de 1979     | 15 de enero de 1980     | JP Secular | 1977                             |                                     |                                     |                             |
| 6.º                                |        |                                      | Indira Gandhi (1917-1984)           | 15 de enero de 1980     | 31 de octubre de 1984   | CNI (I)    | 1980                             |                                     |                                     |                             |
| 6.º                                |        | Zail Singh (1982-1987)               | Indira Gandhi (1917-1984)           | 15 de enero de 1980     | 31 de octubre de 1984   | CNI (I)    | 1980                             |                                     |                                     |                             |
| 7.º                                |        |                                      | Rajiv Gandhi (1944-1991)            | 31 de octubre de 1984   | 2 de diciembre de 1989  | CNI (I)    | 1980                             |                                     |                                     |                             |
| 7.º                                | 1984   |                                      | Rajiv Gandhi (1944-1991)            | 31 de octubre de 1984   | 2 de diciembre de 1989  | CNI (I)    |                                  |                                     |                                     |                             |
| 7.º                                |        | Ramaswamy Venkataraman (1987-1992)   | Rajiv Gandhi (1944-1991)            | 31 de octubre de 1984   | 2 de diciembre de 1989  | CNI (I)    |                                  |                                     |                                     |                             |
| 8.º                                |        |                                      | Vishwanath Pratap Singh (1931-2008) | 2 de diciembre de 1989  | 10 de noviembre de 1990 | JD         | 1989                             |                                     |                                     |                             |
| 9.º                                |        |                                      | Chandra Shekhar (1927-2007)         | 10 de noviembre de 1990 | 21 de junio de 1991     | SJP (R)    | 1989                             |                                     |                                     |                             |
| 10.º                               |        |                                      | P. V. Narasimha Rao (1921-2004)     | 21 de junio de 1991     | 16 de mayo de 1996      | CNI (I)    | 1991                             |                                     |                                     |                             |
| 10.º                               |        | Shankar Dayal Sharma (1992-1997)     | P. V. Narasimha Rao (1921-2004)     | 21 de junio de 1991     | 16 de mayo de 1996      | CNI (I)    | 1991                             |                                     |                                     |                             |
| 11.º                               |        |                                      | Atal Behari Vajpayee (1924-2018)    | 16 de mayo de 1996      | 1 de junio de 1996      | BJP        | 1996                             |                                     |                                     |                             |
| 12.º                               |        |                                      | H. D. Deve Gowda (n. 1933)          | 1 de junio de 1996      | 21 de abril de 1997     | JD         | 1996                             |                                     |                                     |                             |
| 13.º                               |        |                                      | I. K. Gujral (1919-2012)            | 21 de abril de 1997     | 19 de marzo de 1998     | JD         | 1996                             |                                     |                                     |                             |
| 13.º                               |        | Kocheril Raman Narayanan (1997-2002) | I. K. Gujral (1919-2012)            | 21 de abril de 1997     | 19 de marzo de 1998     | JD         | 1996                             |                                     |                                     |                             |
| 14.º                               |        |                                      | Atal Behari Vajpayee (1924-2018)    | 19 de marzo de 1998     | 22 de mayo de 2004      | BJP        | 19981999                         |                                     |                                     |                             |
| 14.º                               |        | Abdul Kalam (2002-2007)              | Atal Behari Vajpayee (1924-2018)    | 19 de marzo de 1998     | 22 de mayo de 2004      | BJP        | 19981999                         |                                     |                                     |                             |
| 15.º                               |        |                                      | Manmohan Singh (1932-2024)          | 22 de mayo de 2004      | 26 de mayo de 2014      | CNI        | 20042009                         |                                     |                                     |                             |
| 15.º                               |        | Pratibha Patil (2007-2012)           | Manmohan Singh (1932-2024)          | 22 de mayo de 2004      | 26 de mayo de 2014      | CNI        | 20042009                         |                                     |                                     |                             |
| 15.º                               |        | Pranab Mukherjee (2012-2017)         | Manmohan Singh (1932-2024)          | 22 de mayo de 2004      | 26 de mayo de 2014      | CNI        | 20042009                         |                                     |                                     |                             |
| 16.º                               |        |                                      | Narendra Modi (n. 1950)             | 26 de mayo de 2014      | en el cargo             | BJP        | 201420192024                     |                                     |                                     |                             |
| 16.º                               |        | Ram Nath Kovind (2017-2022)          | Narendra Modi (n. 1950)             | 26 de mayo de 2014      | en el cargo             | BJP        | 201420192024                     |                                     |                                     |                             |
| 16.º                               |        | Droupadi Murmu (2022-)               | Narendra Modi (n. 1950)             | 26 de mayo de 2014      | en el cargo             | BJP        | 201420192024                     |                                     |                                     |                             |